# Riortièr
Reotier (en francès Réotier) és un municipi francès situat al departament dels Alts Alps i a la regió de Provença – Alps – Costa Blava.

## Demografia
| 1856                                       | 1962 | 1968 | 1975 | 1982 | 1990 | 1999 | 2006 | 2014 |
| ------------------------------------------ | ---- | ---- | ---- | ---- | ---- | ---- | ---- | ---- |
| 610                                        | 172  | 163  | 132  | 128  | 136  | 161  | 178  | 198  |
| Des de 1962: població sense dobles comptes |      |      |      |      |      |      |      |      |

## Administració
| Període | Identitat     | Partit        |
| ------- | ------------- | ------------- |
| 2001-   | Marcel Cannat | Divers droite |